# Федеральная лезгинская национально-культурная автономия
Федеральная лезгинская национально-культурная автономия (сокр. ФЛНКА) — крупнейшая лезгинская общественная организация в России, основана в 1999 году в Москве, головной офис расположен также в столице, а компетенция организации распространяется на всю территорию страны. До 2009 года имела свой печатный орган — газету «Лезгинские известия». Высший орган — Совет ФЛНКА. Председатель организации Ариф Керимов является членом Совета при Президенте России по межнациональным отношениям.
ФЛНКА — единственная национально-культурная автономия России, обладающая консультативным статусом при Экономическом и Социальном Совете ООН, являющаяся членом таких международных объединений, как Организация непредставленных наций и народов (UNPO) и Федералистский союз европейских национальных меньшинств (FUEN).

## История
В 1996 году была разработана Концепция государственной национальной политики и принят Федеральный закон «О национально-культурной автономии». Лезгинская общественность, искавшая пути национального самоопределения, увидела в этом законе инструмент для создания условий для укрепления национальной идентичности, сохранения и развития культуры и самобытности народа. С 1997 года в разных субъектах Российской Федерации стали регистрироваться местные и региональные национально культурные автономии, а с 1998 года — федеральные. Так, 9 апреля 1999 года в Москве была основана Федеральная лезгинская НКА.

## Деятельность
Организация ставит своими целями консолидацию лезгинских диаспор в России для поддержания и укрепления этнической идентичности, сохранения и развитие родного языка, национальной культуры и образования на родном языке, защиту национально-культурных интересов лезгин. В Уставе ФЛНКА прописаны следующие задачи:
— создание условий для сохранения, изучения и распространения среди лезгин в России родного языка;
— становление и развитие образования на родном языке посредством создания и организационно-финансовой поддержки соответствующих структур;
— сохранение и развитие культуры посредством создания и организационно-финансовой поддержки соответствующих структур;
— организация конструктивного взаимодействия ФЛНКА с заинтересованными государственными, общественными и коммерческими и не коммерческими организациями Российской Федерации и стран СНГ с целью решения задач национально-культурного развития лезгинского народа;
— другие задачи, связанные с достижением уставных целей.
В рамках своей деятельности ФЛНКА проводит мероприятия разного профиля, в том числе в качестве рекомендаций органам государственной власти формулирует предложения, связанные с улучшением социально-политической и экономической ситуации в районах исторического проживания лезгин, разделенных государственной границей между РФ и Азербайджанской Республикой. Так, в 2003 году была организована поездка руководителей ФЛНКА совместно с группой депутатов Государственной Думы Российской Федерации в Дагестан. В ходе поездки были проведены встречи с местными чиновниками разного уровня власти. Организация выступала с различными инициативами — в частности, предложением открыть консульство Российской Федерации в городе Кусары Азербайджанской Республики[2], населённом преимущественно лезгинами.
Среди прочих можно выделить два комплекса мероприятий ФЛНКА, фактически составивших отдельные направления работы и затрагивающих две острые проблемы лезгинского народа, находящиеся в социально-экономическом, национальном и экологическом измерениях:
— «Борьба за Самурский лес» — комплекс мероприятий, реализованных ФЛНКА с целью защиты уникального природного комплекса — реликтового Самурского леса, не имеющего аналогов в России. В рамках данных мероприятий ФЛНКА, с одной стороны, предприняла возможные меры для недопущения добычи подземных вод в дельте реки Самур по проекту водовода «Самур-Дербент», что могло грозить высыханием уникального леса и экологической катастрофой. Были привлечены эксперты федерального уровня, парламентарии и общественные деятели, проведены общественные слушания, направлены многочисленные обращения в органы государственной власти и проведены соответствующие переговоры. С другой стороны, организация направляла обращения в органы государственной власти с просьбами о придании экосистеме Самурского леса более высокого природоохранного статуса, нежели природный заказник. 22 декабря 2011 года распоряжением правительства РФ № 2322-р принята Концепция развития системы особо охраняемых природных территорий (ООПТ) федерального значения на период до 2020 года. Согласно плану мероприятий по реализации Концепции предусмотрено создание в Дагестане Самурского национального парка.
— Помощь вынужденным переселенцам из бывших российских эксклавов Храх-Уба и Урьян-Уба. ФЛНКА одной из первых на федеральном уровне заявила о необходимости скорейшего решения этого острого вопроса. Неоднократно велись предметные беседы и консультации с представителями МИДа России, Администрации Президента и других уполномоченных государственных органов. Данный вопрос становился темой беседы Арифа Керимова с Главой государства, по итогам которой Владимир Путин поручил Правительству выделить более 900 млн рублей на решение данной проблемы. Представители Общественного совета с. Храх-Уба направляли благодарность на имя руководителя ФЛНКА А.Керимова за содействие в решении проблем. После многих лет бюрократических проволочек и неоднократных смен ответственных по реализации соответствующих проектов вынужденные переселенцы получили свои сертификаты на жилье лишь в 2018 году.
Обе указанные проблемы были озвучены Руководителем ФЛНКА Арифом Керимовым напрямую Президенту РФ В.Путину в ходе Заседания Совета при Президенте России по межнациональным отношениям в июле 2017 года (источник).
Одно из достижений ФЛНКА — содействие в присвоении звания Героя России Зейнудину Батманову, ценой своей жизни спасшего молодую семью с ребенком в Курахском районе РД от террористов и отказавшегося содействовать им в преступлении против сотрудников правоохранительных органов.
Организация ставит своей целью консолидацию лезгинских диаспор в России для поддержания этнической идентичности, сохранения национальной культуры. В рамках своей деятельности проводит мероприятия разного профиля.
Так, в 2003 году была организована поездка руководителей ФЛНКА совместно с группой депутатов Государственной думы в Дагестан. В ходе поездки состоялись встречи с местными чиновниками разного уровня власти.
Организация выступает с различными инициативами — например, предложила открыть консульства Российской Федерации в азербайджанских городах Гусар и Загатала. Но данное предложение не нашло отклик у руководства Азербайджана.
В июле 2017 года в ходе заседания Совета по межнациональным отношениям Ариф Керимов озвучил две острейшие проблемы на юге Дагестана — поддержка вынужденным переселенцам из бывших российских эксклавов Храх-Уба и Урьян-Уба, а также ситуацию с реликтовым Самурским лесом — ФЛНКА провела комплекс мероприятий по недопущению добычи подземных вод в дельте реки Самур по проекту водовода «Самур-Дербент», что угрожало высыханием уникального леса, экологической и социальной катастрофой. По итогам заседания президент Владимир Путин поручил Правительству РФ провести дополнительную оценку гидрогеологической обстановки в районе заказника «Самурский»

## Президиум ФЛНКА
- Керимов Ариф Пашаевич, президент ФЛНКА, член Совета при президенте Российской Федерации по межнациональным отношениям
- Абасов Мамед Магарамович, экс-депутат Государственной думы (шестой созыв), общественно-политический деятель, меценат
- Курбанов Руслан Вячеславович, журналист, политолог, член Высшего совета Российского конгресса народов Кавказа
- Пашаев Джамалдин Эмирмагомедович, меценат, предприниматель
- Эминов Тагир Хийирович, генерал-майор, начальник автобронетанкового управления внутренних войск МВД России[18]

## Структура ФЛНКА
ФЛНКА позиционирует себя как организацию, являющуюся координационной надстройкой над различными российскими региональными культурными автономиями лезгин. Согласно этому, в состав организации входят следующие региональные национально-культурные организации:
1. Национально-культурная автономия «Московские лезгины» (включена в 2007 году)[7]
2. Рязанская региональная лезгинская национально-культурная автономия (включена в 2012 году)
3. Ярославская региональная лезгинская национально-культурная автономия (включена в 2014 году)

Ранее в организацию входили ЛНКА из Тюменской области и Красноярского края (соучредители). Согласно данным ЕГРЮЛ, эти организации прекратили деятельность (11.07.2017 и 19.02.2014 соответственно).